# Волово (Новосибирская область)
Волово — деревня в Татарском районе Новосибирской области. Входит в состав Орловского сельсовета.

## География
Площадь деревни — 64 гектара.

## Население
| 2002 | 2007 | 2010 | 2012 | 2013 | 2014 |
| ---- | ---- | ---- | ---- | ---- | ---- |
| 129  | ↘102 | ↘94  | ↗99  | ↘94  | ↗99  |

## Инфраструктура
В деревне по данным на 2007 год функционируют 1 учреждение здравоохранения и 1 учреждение образования.